# Nepal ai Giochi olimpici
Il Nepal ha partecipato per la prima volta ai Giochi olimpici nel 1964.
Gli atleti nepalesi non hanno mai vinto medaglie olimpiche, né Giochi olimpici estivi, né Giochi olimpici invernali.
Il Comitato Olimpico Nepalese, creato nel 1962, venne riconosciuto dal CIO nel 1963.

## Medaglieri

### Medaglie alle Olimpiadi estive
| Giochi                 | Oro              | Argento          | Bronzo           | Totale           |
| ---------------------- | ---------------- | ---------------- | ---------------- | ---------------- |
| 1964 Tokyo             | 0                | 0                | 0                | 0                |
| 1968 Città del Messico | non partecipante | non partecipante | non partecipante | non partecipante |
| 1972 Monaco            | 0                | 0                | 0                | 0                |
| 1976 Montreal          | 0                | 0                | 0                | 0                |
| 1980 Mosca             | 0                | 0                | 0                | 0                |
| 1984 Los Angeles       | 0                | 0                | 0                | 0                |
| 1988 Seul              | 0                | 0                | 0                | 0                |
| 1992 Barcellona        | 0                | 0                | 0                | 0                |
| 1996 Atlanta           | 0                | 0                | 0                | 0                |
| 2000 Sydney            | 0                | 0                | 0                | 0                |
| 2004 Atene             | 0                | 0                | 0                | 0                |
| 2008 Pechino           | 0                | 0                | 0                | 0                |
| 2012 Londra            | 0                | 0                | 0                | 0                |
| 2016 Rio de Janeiro    | 0                | 0                | 0                | 0                |
| 2020 Tokyo             | 0                | 0                | 0                | 0                |
| 2024 Parigi            | 0                | 0                | 0                | 0                |
| Totale                 | 0                | 0                | 0                | 0                |

### Medaglie alle Olimpiadi invernali
| Giochi              | Oro              | Argento          | Bronzo           | Totale           |
| ------------------- | ---------------- | ---------------- | ---------------- | ---------------- |
| 2002 Salt Lake City | 0                | 0                | 0                | 0                |
| 2006 Torino         | 0                | 0                | 0                | 0                |
| 2010 Vancouver      | 0                | 0                | 0                | 0                |
| 2014 Sochi          | 0                | 0                | 0                | 0                |
| 2018 PyeongChang    | non partecipante | non partecipante | non partecipante | non partecipante |
| 2022 Pechino        | non partecipante | non partecipante | non partecipante | non partecipante |
| Totale              | 0                | 0                | 0                | 0                |